# Київспецтранс
ПАТ «Київспецтранс» — підприємство, що надає послуги з поховання твердих побутових відходів (ТПВ) на полігоні № 5 у селі Підгірці Київської області. Утилізує понад половину ТПВ міста Києва.

Полігон № 5

46,83% акцій «Київспецтрансу» володіє компанія «Геотрон» (Київ), 51% — Київрада (станом на грудень 2009). Підприємство оцінюється у 200 мільйонів гривень (квітень 2011).
З 2006 року йдеться мова про повне закриття полігону № 5 через його критичний екологічний стан, а саме витікання фільтрату у землю та забруднення ним підземних вод. Зокрема, через це у різні роки полігон № 5 кілька разів було вирішено тимчасово закрити, після чого керівництву «Київспецтрансу» щоразу вдавалося відновити його роботу.